# Akwarium w Genui

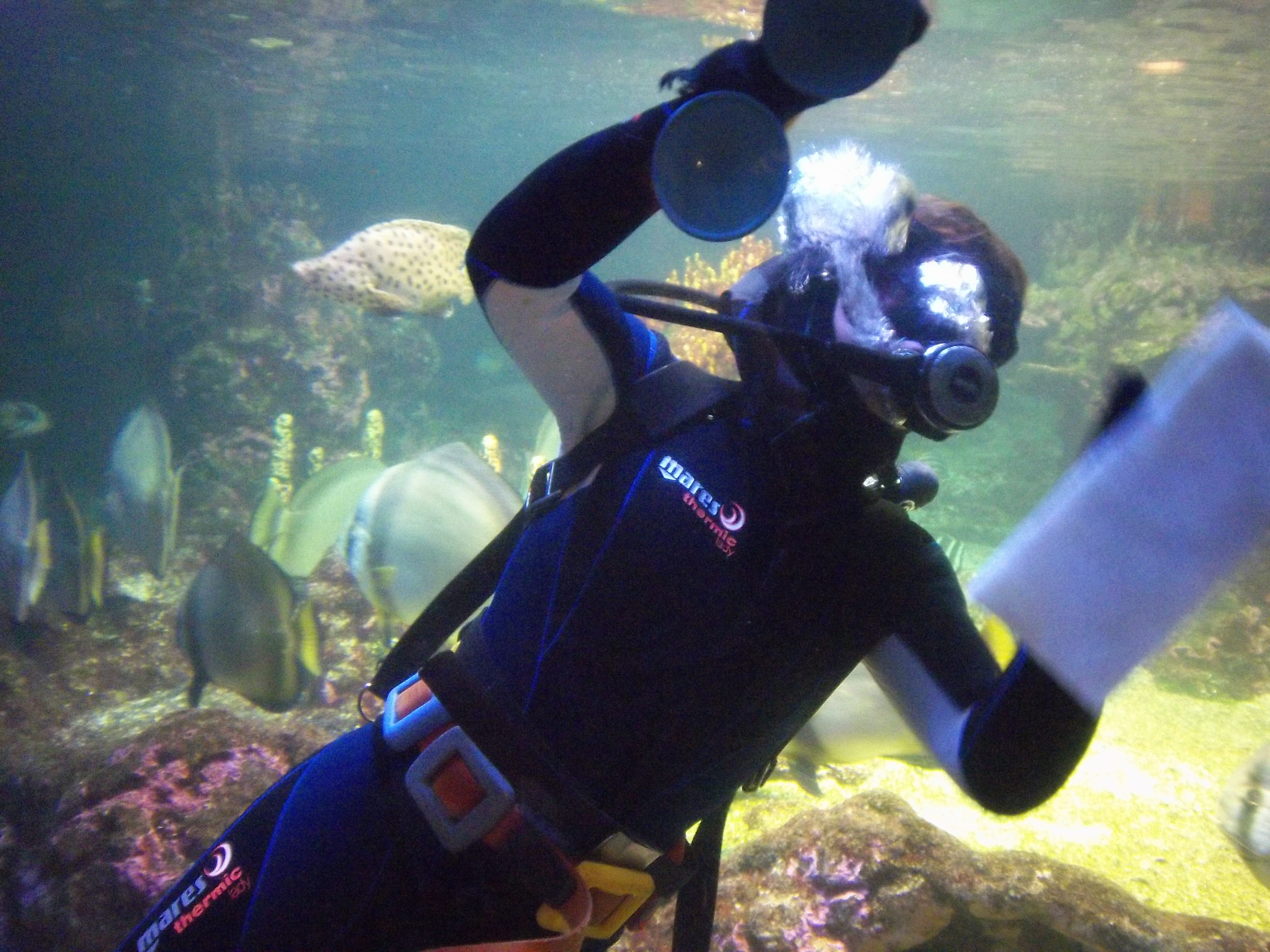

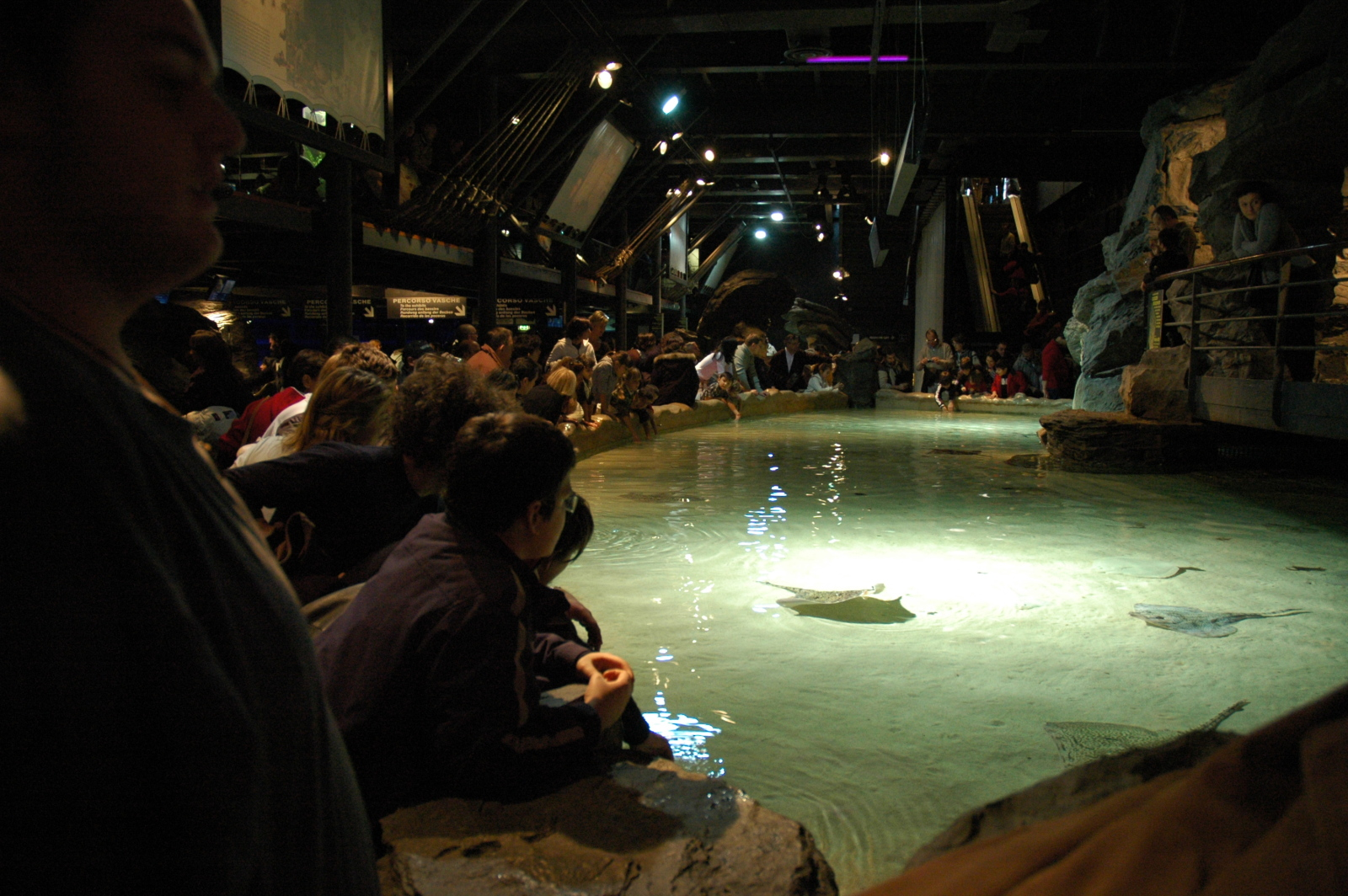
Basen dotykowy

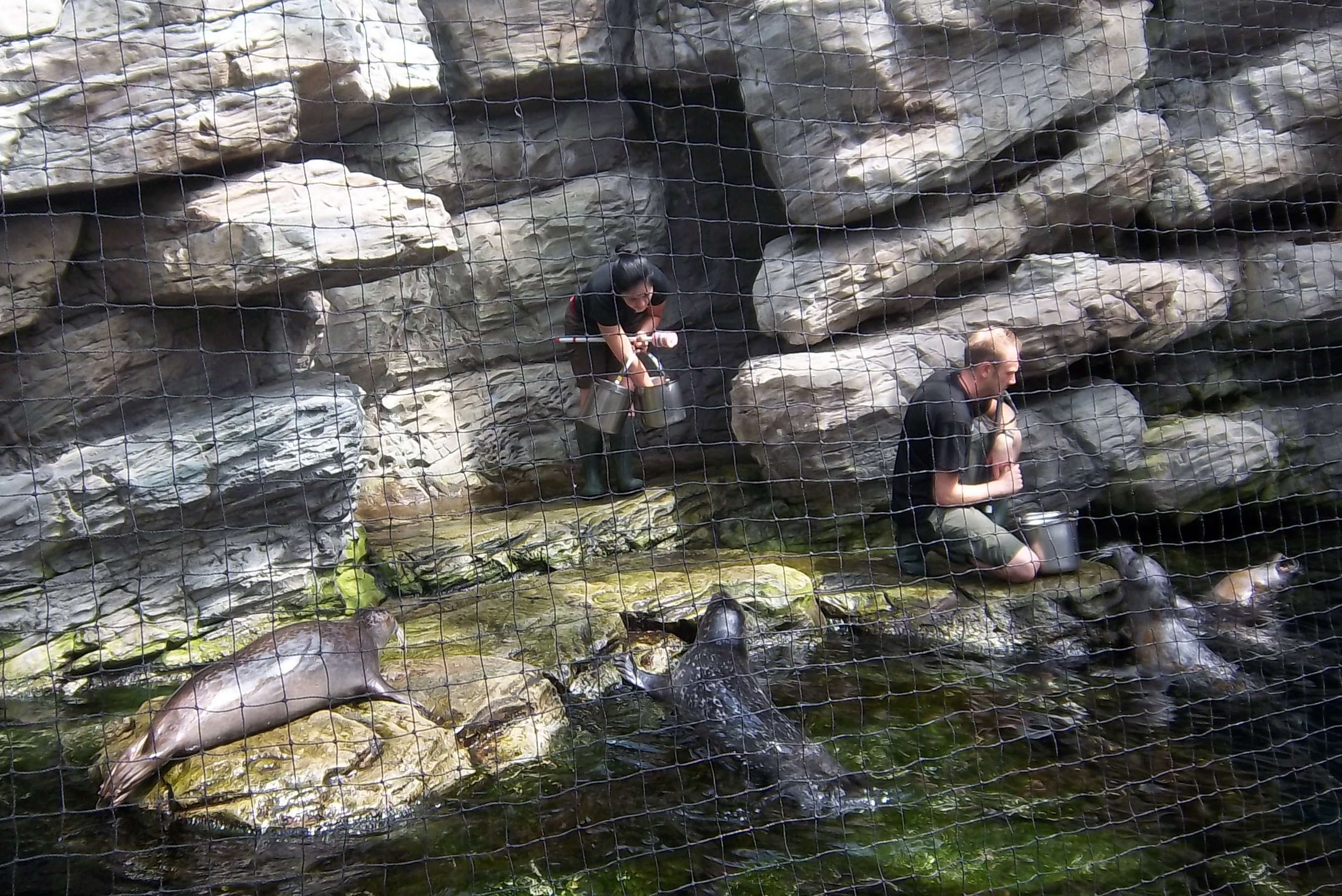
Karmienie fok

Akwarium w Genui – drugie co do wielkości akwarium europejskie znajdujące się w Genui w regionie Liguria we Włoszech. Zostało otwarte w 1992 roku.

## Położenie
Akwarium jest umiejscowione w centralnej części starego portu w Genui, przy moście Spinola. W niedalekiej odległości od stacji kolejowej Genova Piazza Principe i stacji metra San Giorgo. Około 7 km od portu lotniczego. W pobliżu stoi przycumowany galeon Neptun.

## Historia
Akwarium otwarto w związku z przypadającą 500. rocznicą odkrycia Ameryki przez genueńczyka Krzysztofa Kolumba i odbywającą się wówczas wystawą światową Genoa Expo '92. Oficjalna inauguracja nastąpiła w 1992 roku, chociaż obiekt nie został jeszcze ukończony. Dopiero 15 października 1993 zakończono budowę i udostępniono ekspozycję dla zwiedzających.

## Konstrukcja
Konstrukcję akwarium zaprojektował architekt urodzony w Genui, laureat Nagrody Pritzkera – Renzo Piano, a wnętrze Peter Chermayeff. Nowoczesna budowla zintegrowana jest z prawdziwym statkiem (Grande Nave Blu, Duży Niebieski Statek), w którego wnętrzach stworzono warunki dla fauny i flory żyjącej w kilku morskich środowiskach. Znajduje się w nim 71 zbiorników. Obiekt zajmuje powierzchnię 10 000 m². W budynku znajduje się również sala kinowa, w której odbywają się projekcje filmów przyrodniczych.
Zwiedzanie akwarium trwa około dwóch i pół godziny.

## Zasoby
W akwarium zgromadzono około 600 gatunków zwierząt: ryb, płazów i ssaków oraz 200 gatunków roślin. Wszystkich zwierząt żyjących w zbiornikach jest 12 000. Najmniejszy kręgowiec o długości 2 cm zamieszkujący akwarium to mantella złota. Najmniejszej wielkości zwierzę to chełbia modra (5 mm) a najdłuższe to butlonos długości 2,5 m.
W ciągu roku wszystkie zwierzęta potrzebują 60 ton pokarmu, z czego 25 ton przeznaczone jest wyłącznie dla ssaków morskich.
Atrakcją obiektu jest basen tzw. dotykowy z płaszczkami i flądrami można w nim zanurzyć ręce i pogłaskać po grzbiecie podpływające ryby.

## Nauka i ochrona środowiska
Akwarium w Genui realizuje projekt edukacyjny współfinansowany przez Unię Europejską o nazwie AquaRing. Projekt połączy zasoby cyfrowe dot. środowiska morskiego, Akwarium w Genui i innych europejskich akwariów, muzeów i placówek naukowych. Platforma internetowa będzie formą elektronicznego muzeum, w którym z każdego miejsca na świecie dostępne będą zdjęcia, filmy, pliki audio, e-książki, referaty, prace naukowe, rozprawy itp. AquaRing ma być cyfrowym źródłem informacji nie tylko o środowisku morskim, o partnerskich placówkach, ekspozycjach i planowanych wydarzeniach, będzie też dostarczać niezbędnych danych turystom, chcącym spędzić czas w wybranych obiektach. Informacje zawarte na tej stronie internetowej mają być podawane w sześciu językach.